# Chuyến bay số 113 của Indian Airlines
Chuyến bay số 113 của Indian Airlines được khai thác bởi chiếc Boeing 737-200, khởi hành từ Bombay (nay là Mumbai) đến Admedabad, Ấn Độ vào thứ Tư ngày 19 tháng 10 năm 1988. Chiếc máy bay mang số đăng ký VT-EAH, 17 năm tuổi, và đã tích 42750 giờ bay. Cơ trưởng của chuyến bay là O.M. Dallaya

## Diễn biến chuyến bay
6:05: Chuyến bay cất cánh tại Bombay.
6:25: Hệ thống dự báo thời tiết METAR thông báo với phi công do sương mù, tầm nhìn sẽ giảm xuống từ 6 đến 3 ki lô mét.
6:31: Tầm nhìn chỉ còn 2 ki lô mét.
6:47: Phi công chuẩn bị tiếp cận đường băng số 3 bằng phương pháp DME.
6:50: Phi công báo bay vòng vì đã vượt quá đường băng. Đây là tín hiệu cuối cùng đến từ chuyến bay.
Cả phi hành đoàn đều đi tìm đường băng, thay vì chú ý vào máy đo độ cao.
6:53: Máy bay đâm vào cây cối và một cột truyền tải điện cao áp và rơi xuống một cánh đồng tại làng Chiloda Kotarpur.

## Thiệt hại
Cả 6 thành viên phi hành đoàn và 124 hành khách đều thiệt mạng, duy nhất có 5 người sống sót và được chuyển đến bệnh viện, nhưng 3 người trong số đó đã không qua khỏi vì vết thương quá nặng.

## Điều tra
Kết luận cuối cùng của tòa án điều tra: Do lỗi phán đoán từ phía cơ trưởng và cơ phó vì đã không tuân thủ theo các quy định trong điều kiện tầm nhìn kém.

## Bồi thường
Năm 1989, Indian Airlines đề nghị bồi thường 200.000 rupee cho gia đình nạn nhân. Toà án thành phố đưa ra phán quyết cuối cùng như sau:
- Chúng tôi có quan điểm rằng đối với vụ tai nạn được đề cập, tức là vụ tai nạn máy bay Boeing 737 của hãng hàng không Indian Airlines máy bay VT-EAH trên chuyến bay theo lịch trình hàng ngày IC 113 từ Bombay đến Ahmedabad lúc 06 giờ 50 phút vào sáng ngày 19 tháng 10 năm 1988 ở khoảng cách 2540 mét từ đầu đường băng 23 tại Sân bay Ahmedabad trong điều kiện tầm nhìn kém, phần lớn lỗi thuộc về cơ trưởng và cơ phó của Indian Airlines. Họ đã hành động liều lĩnh với kiến thức về thiệt hại có thể xảy ra về hậu quả của hành vi và thiếu sót của họ. Vụ tai nạn được đề cập là do sự liều lĩnh của hãng hàng không Ấn Độ và các nhân viên của họ, đặc biệt là cơ trưởng cũng như cơ phó, với kiến thức về hậu quả có thể xảy ra khi cố gắng hạ cánh mà không có bất kỳ sự cho phép nào từ Kiểm soát không lưu, Ahmedabad.
1. ↑  "Indian Airlines Flight 113". Wikipedia. ngày 30 tháng 7 năm 2007. Truy cập ngày 27 tháng 10 năm 2023.